# 김성길 (야구인)
김성길(金成吉, 1956년 5월 22일~)은 일본 아이치현 세토시에서 태어난 재일 한국인 출신의 일본프로야구와 KBO 리그 삼성 라이온즈와 쌍방울 레이더스에서 활약을 했던 야구인이다.
일본에서는 가네모토 세이키치(일본어: 金本 成吉)라는 일본 이름으로 알려져 있다.
한편, 1991년에는 김상엽이 아킬레스건 부상 때문에 6승(4선발승)으로 추락한 데다 유명선이 경기 도중 타구에 발등을 맞고 쓰러지며 투수진이 붕괴되자 김성근 감독에 의해 전천후로 투입됐다.
하지만, 1992년 1승(선발) 7패 1세이브로 추락한 데다 1990년 11월 2일부터 3년 계약으로 취임한 김성근 감독이 부임 첫 해인 1991년  스파르타식 강훈련으로 우승에 대한 의욕을 보였으나  전년도 2위에서 3위로 주저앉았고 준플레이오프에서 롯데 자이언츠를 2승 1무 1패로 꺾었으나, 플레이오프에서 빙그레 이글스에게 1승 3패로 져 탈락한 데 이어 1992년에는 7년 만에 미국(베로비치)에서 전지훈련을 실시한 데다   미국에서 귀국하던 길에 일본 노베오카에서도 전지훈련을 했음에도 선수들이 시차 적응에  실패하여 훈련 계획도 망쳐  4위로 간신히 진출한 준플레이오프에서 롯데 자이언츠에게 2전 2패로 스윕을 당해 탈락하여  계약기간 1년을 남겨두고  도중하차하여 말 그대로 "설상가상"이었다.
결국 1992년 11월 23일 쌍방울이 신인선수 지명권을 내주는 대신 신경식과 함께 보상선수 형식으로 쌍방울 유니폼을 입었으나 1993년 2승(1구원) 5패 6세이브에 그쳐  이 해를 마지막으로 은퇴했다.